# نوشاد (الريف الشرقي)
نوشاد (بالفارسية: نوشاد) هي منطقة سكنية تقع في إيران في قسم الريف الشرقي الريفي. يقدر عدد سكانها بـ 63 نسمة بحسب إحصاء 2016.